# Замок Монтень
Замок Монтень (фр. Château de Montaigne) — резиденция французского философа Мишеля де Монтеня в коммуне Сен-Мишель-де-Монтень (департамент Дордонь). Историческое здание было сооружено в XIV веке, и сильно пострадало от пожара в 1885 году. Башня с кабинетом Монтеня в 1952 году получила статус исторического памятника, остальная часть замка и парк — в 2009 году.

## История
Построенный в XIV веке близ Бержерака замок был в 1477 году приобретён Рамоном Эйкемом из Бордо (прадедом Монтеня), что позволило ему стать сеньором и передавать статус своим потомкам. Монтень родился и воспитывался в этом замке до отправки его в Гиеньский коллеж. Его отец Пьер Эйкем в 1554 году укрепил постройку, придав ей оборонное значение, немаловажное в эпоху религиозных войн: он был вассалом архиепископа Бордо. С 1571 года до самой смерти в 1592 году, в замке обитал Мишель де Монтень, в библиотечной башне он работал над своими «Опытами»; описание библиотеки он оставил в третьей главе третьей книги.

Моя библиотека на третьем этаже башни. В первом — часовня, во втором комната с примыкающей к ней каморкой, в которую я часто уединяюсь прилечь среди дня. Наверху — просторная гардеробная. Помещение, в котором я держу книги, было в прошлом самым бесполезным во всем моем доме. Теперь я провожу в нём большую часть дней в году и большую часть часов на протяжении дня. Ночью, однако, я тут никогда не бываю. Рядом с библиотекой есть довольно приличный и удобно устроенный нужник, который в зимнее время можно отапливать. <…>

Моя библиотека размещена в круглой комнате, и свободного пространства в ней ровно столько, сколько требуется для стола и кресла; у её изогнутых дугой стен расставлены пятиярусные книжные полки, и куда бы я ни взглянул, отовсюду смотрят на меня мои книги. В ней три окна, из которых открываются прекрасные и далекие виды, и она имеет шестнадцать шагов в диаметре. Зимой я посещаю её менее регулярно, ибо мой дом, как подсказывает его название, стоит на юру, и в нём не найти другой комнаты, столь же открытой ветрам, как эта; но мне нравится в ней и то, что она не очень удобна и находится на отлете, так как первое некоторым образом закаляет меня, а второе дает мне возможность ускользать от домашней сутолоки и суеты.— Мишель де Монтень. Опыты / Изд. подгот. А. С. Бобович и др. Кн. 3. М.: Наука, 1979. С. 41—42.
В 1584 году в замке принимали наваррского короля Генриха Бурбонского.
В XIX веке замок был куплен министром Пьером Манем, который скончался в Монтене в 1879 году. Несмотря на несколько пожаров башня с реликвиями Мишеля де Монтеня уцелела. После 1884 года сооружение было заново отстроено в стиле неоренессанс.

Башня Монтеня
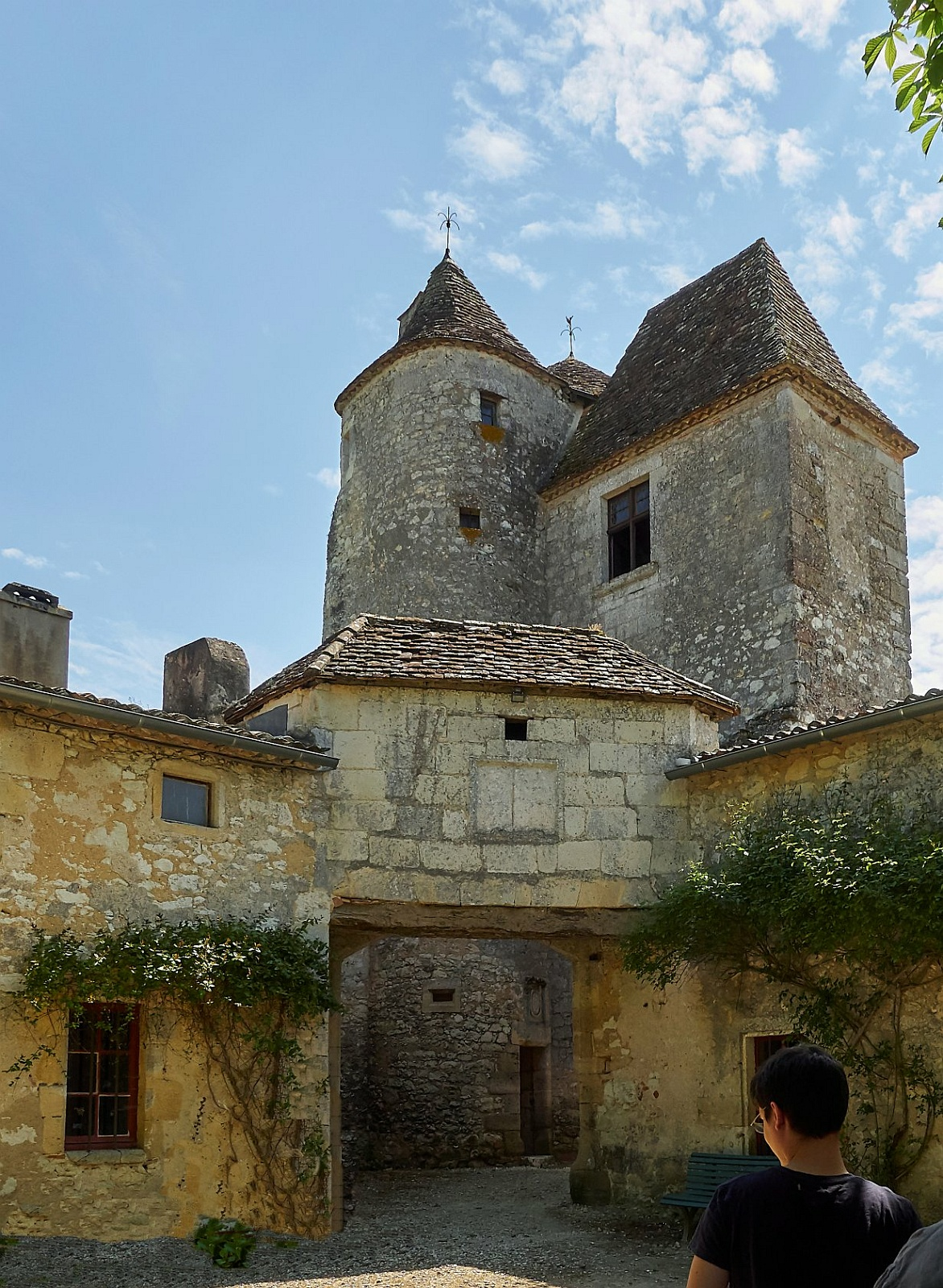
Вид со стороны внутреннего двора
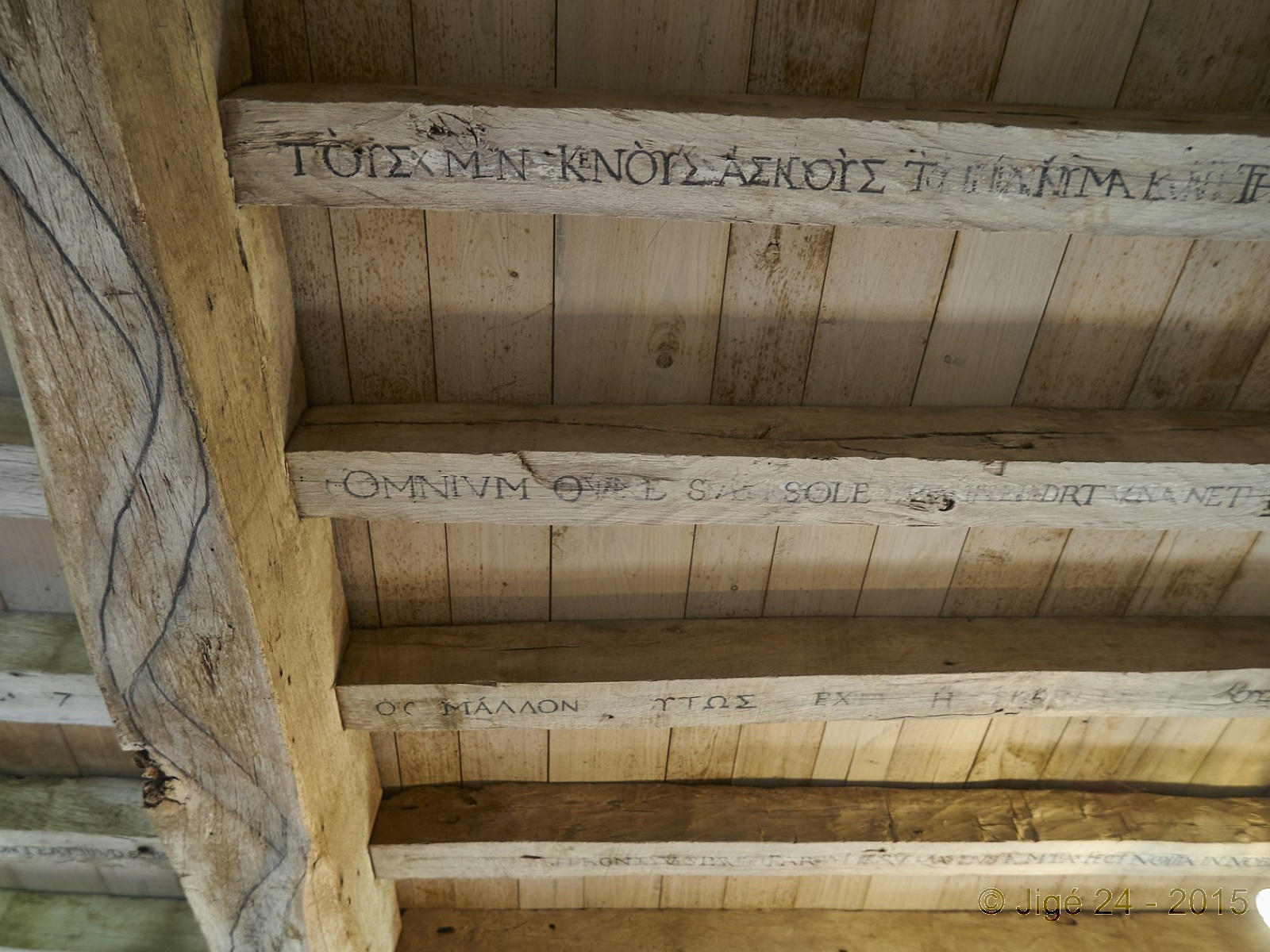
Потолочные балки библиотеки с греческими афоризмами
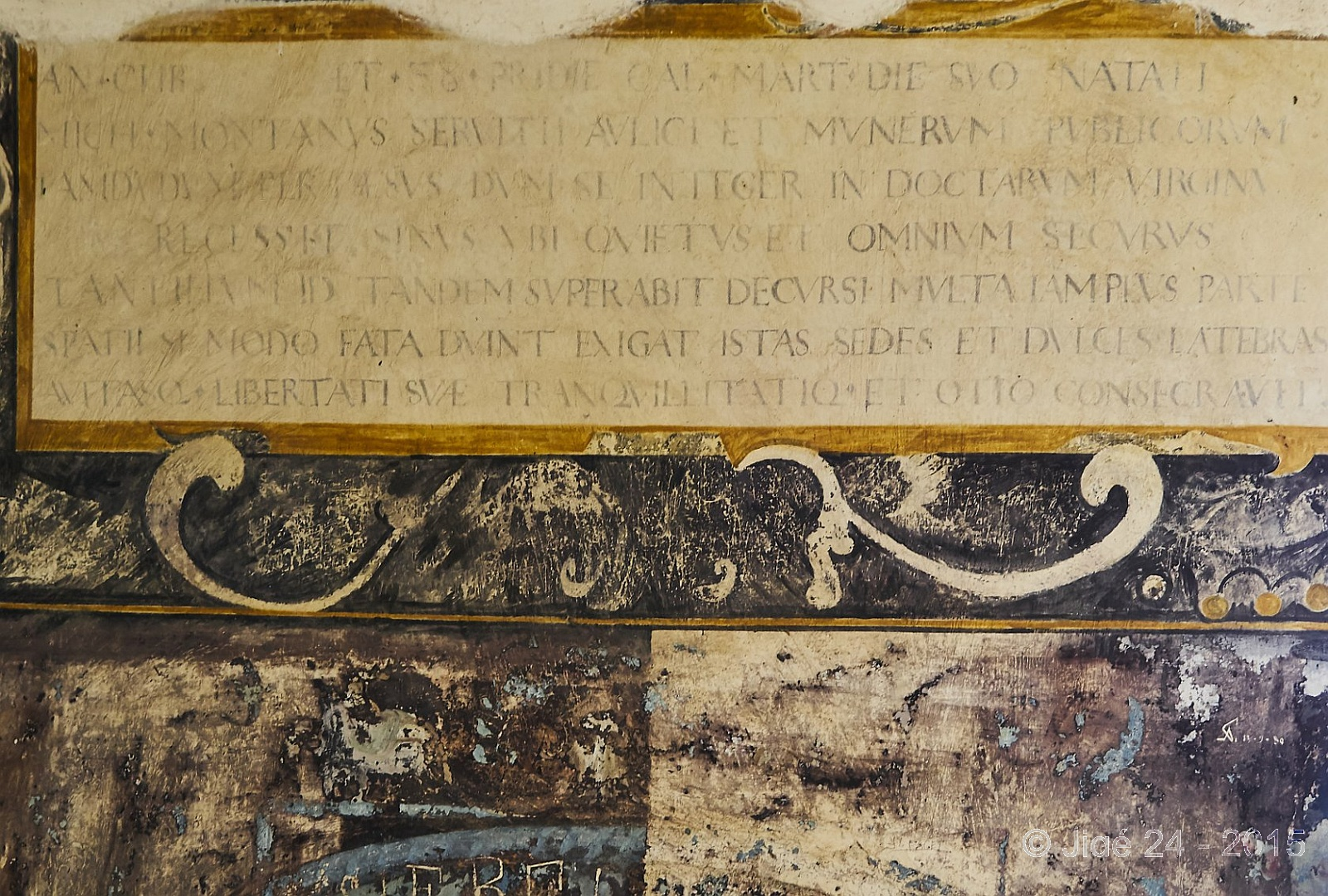
Надпись, свидетельствующая об уходе Монтеня на покой в 1571 году
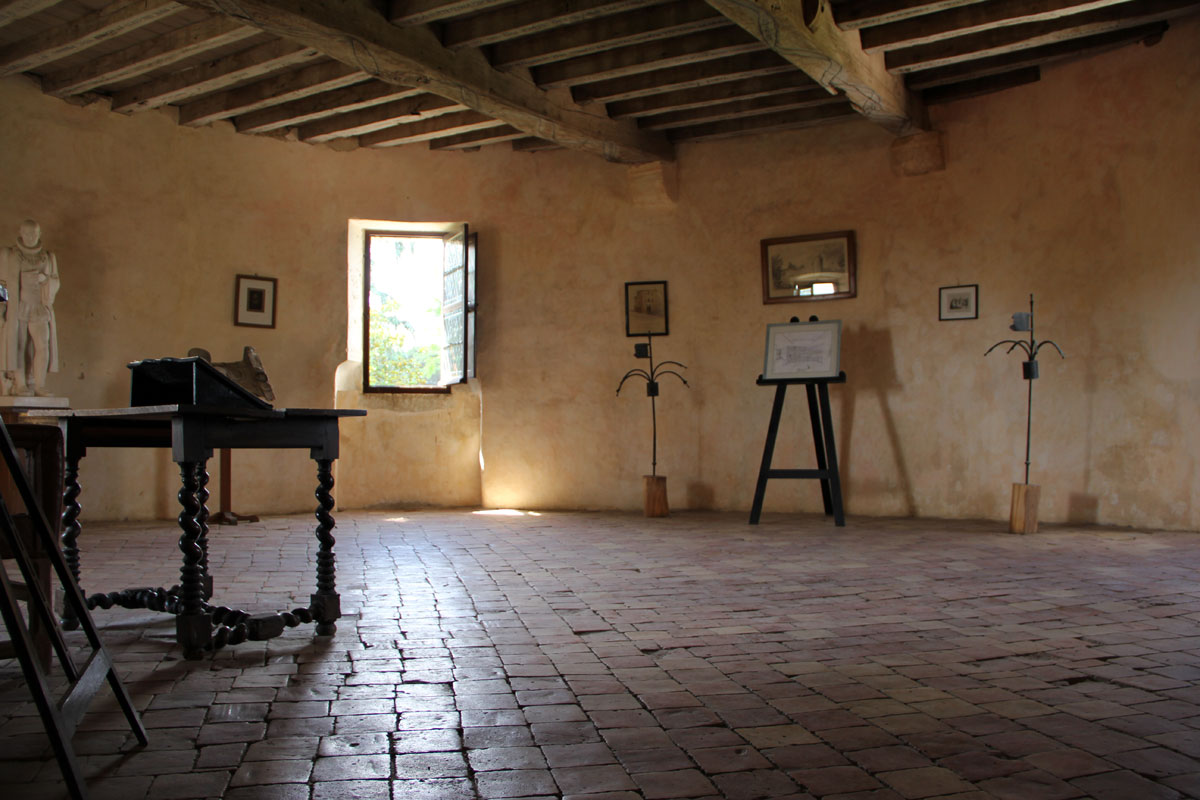
Внутренний вид библиотеки с конторкой
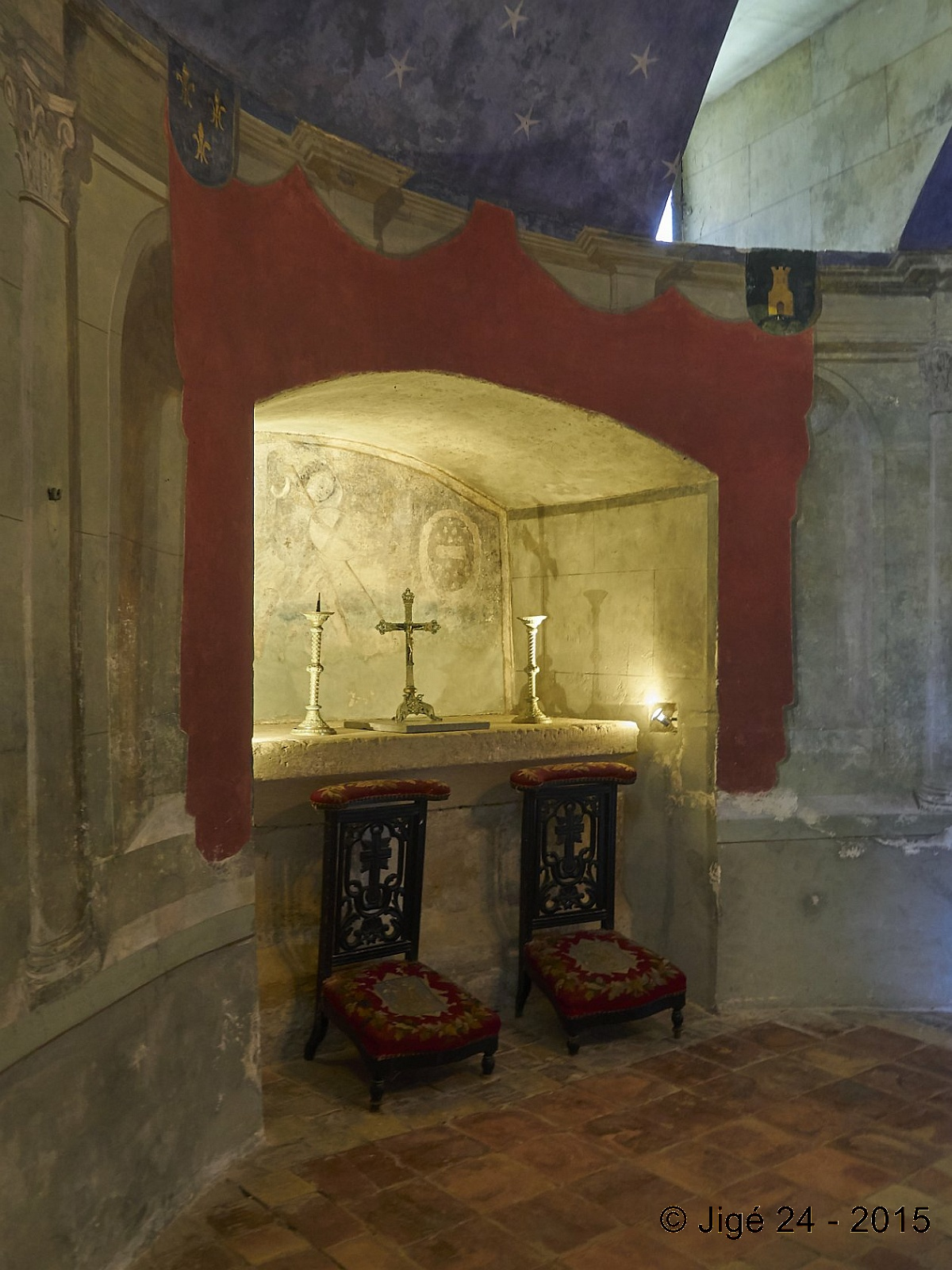
Молельня